# Пресуществление
Пресуществле́ние (транссубстанциация, лат. transsubstantiatio) — богословское понятие (термин), обозначающее превращение в Таинстве Евхаристии существа хлеба и вина в Тело и Кровь Христа.

## Католичество
Термин «пресуществление» (transsubstantiatio) появляется в латинском богословии в IX веке, а затем получает широкое распространение в католичестве. На 4-м Латеранском Соборе в 1215 году было изложено учение о превращении хлеба и вина (Святых Даров) в Тело и Кровь Христову. В Католической церкви учение о «транссубстанциации» (transsubstantiatio) или «пресуществлении» хлеба и вина в истинное Тело и Кровь Иисуса Христа окончательно сформировалось в трудах Фомы Аквинского. Это учение называется doctrina de fide. Согласно ему, во время Евхаристической молитвы сущность (субстанция) хлеба и вина пресуществляется в сущность Тела и Крови Христовых, в то время как доступные для органов чувств свойства хлеба и вина (акциденции) остаются неизменными.

## Православие
Термин «пресуществление» (μετουσίωσις) никогда не употреблялся святыми отцами в Православной церкви до середины XV века по отношению к освящению Святых Даров. Впервые его перенёс из католической литературы Геннадий Схоларий, используя как синоним традиционным святоотеческим терминам «преложение» (μεταβολή) и «претворение» (μεταποίημα).
Константинопольский патриарх Геннадий Схоларий излагает своё частное богословское мнение о пресуществлении в своих проповедях «О таинственном теле Господа нашего Иисуса Христа»:
Из числа же чудес, совершаемых и совершённых Свыше, это чудо, конечно, является наибольшим: потому что это Таинство, заключающее в себе известную перемену одного существа в другое, совершающееся в одно мгновенье, превосходит всякое изменение, совершающееся по законам природы, как и помимо законов природы….
Но я должен это чудо сравнить с иным чудом, именно, с тем чудом, что Бог человеческое естество сочетал с Божественным Лицом, не в том смысле, как тело сочетается с душою, когда каждое из них сохраняет своё собственное наименование, потому что ни душа не называется «телом», ни тело — «душою», но соединяет два естества по Лицу, то есть в одном Лице, так что Бог стал человеком, а человек стал Богом. Но и этого чуда Тайна Евхаристии чудеснее: потому что там (в Боговоплощении) ни одно из двух естеств не переходит одно в другое; здесь же сотворённое, то есть хлеб, пресуществляется в Тело Творца, и существо хлеба пресуществляется в Тело Божие, становится Телом Христовым. Итак, по этой причине большим всех Божиих чудес является Пресуществление хлеба во Владычнее Тело.
Патриарх Геннадий считал, что Тело Христово присутствует в Евхаристии не физически, а таинственно. Однако термин «пресуществление» (μετουσίωσις) не прижился в православном богословии, и лишь в конце XVI века вновь начинает употребляться среди отдельных лиц греческого духовенства, получивших образование в римско-католических учебных заведениях. Впоследствии на греческих поместных соборах: в 1672 году в Константинополе, в 1672 году в Иерусалиме термин «пресуществление» (μετουσίωσις) был принят; а в 1691 году на соборе в Константинополе все, отрицающие термин «пресуществление», предаются строгим анафемам и даже вечным проклятиям. Решения собора 1691 года были приняты Русской православной церковью и включены в Догматическое послание патриарха Московского и всея Руси Адриана. С этого времени термин «пресуществление» становится обычным термином в православной евхаристологии: он употребляется в официальных посланиях иерархов, синодально одобренных исповеданиях веры и догматических пособиях и в прочем. В настоящее время отдельные толкования частных лиц термина «пресуществление» в Православии имеют отличия от учения Католической церкви и протестантских деноминаций.
Термин «пресуществление» является нововведением в православное богословие, а прославленные православные святые отцы ни соборно, ни в своих трудах не объясняли детально сам процесс преложения Святых Даров в Тело и Кровь, они ограничились лишь понятием «Таинство» применительно к этому процессу. По этой причине учение Фомы Аквинского о сохранении акциденций при изменении физической сущности хлеба и вина в человеческие тело и кровь не является учением Православной церкви.
Часть православных богословов, например, А. С. Хомяков, Н. Д. Успенский и некоторые другие, не принимает термин «пресуществление» по причине его отсутствия в святоотеческом богословии и отсутствия объяснения механизма изменения Святых Даров у святых отцов при их освящении на божественной литургии.

## Лютеранство
Лютеранство отвергает пресуществление. Мартин Лютер в трактате «О вавилонском пленении церкви» подверг критике учение о пресуществлении, то есть представление о том, что хлеб и вино превращаются, теряя свою природную субстанцию. Эта теория не имеет поддержки в Писании. Нет никакого повода предполагать, что хлеб перестаёт быть естественным хлебом.
Лютеранство учит о консубстанции (лат. consubstantialitas, от con — с и substantia— сущность), то есть о действительном присутствии в Святом Причастии Тела и Крови Христовой.

## Англиканство
Англиканство не принимает термина «пресуществление» (см. «39 Статей», Литургия в англиканской церкви), признаёт присутствие истинных Тела и Крови Христовых в Святых Дарах, принимаемых с верой; по отношению к такому пониманию иногда Высокой церковью используется термин «пресуществление», хотя вернее было бы говорить о более размытом по смыслу термине «преложения».

## Кальвинизм
Пресуществление отрицается кальвинистскими вероисповеданиями, такими как, например, пресвитерианство.

## Баптизм
В баптизме принятие «тела и крови Христа» квалифицируется как символическое действие. Так же смотрят на это и иные протестантские церкви.